# شوکو آساهارا
شوکو آساهارا (به انگلیسی: Shoko Asahara) (به ژاپنی: 麻原 彰晃)؛ زاده ۲ مارس ۱۹۵۵ - درگذشته ۶ ژوئیهٔ ۲۰۱۸) رهبر مذهبی گروه اوم‌شینریکیو اهل ژاپن بود.
او گروه اوم‌شینریکیو را در سال ۱۹۸۴ بنیانگذاری کرد. شوکو آساهارا خود را هم مسیح و هم نخستین کسی می‌دانست که بعد از بودا به مرحله معرفت حقیقی یا تنویر رسیده‌است. پس از حادثه حمله با گاز سارین در متروی توکیو در سال ۱۹۹۵ دستگیر و محکوم به اعدام شد.
حکم اعدام او در ۶ ژوئیه ۲۰۱۸ با دار زدن اجرا شد. شش نفر دیگر از متهمان حملات متروی توکیو نیز در همان روز اعدام شدند.